# Kohoutek luční
Kohoutek luční (Lychnis flos-cuculi) je dvouletá až vytrvalá, planě rostoucí rostlina, vysoká čtvrť až půl metru a kvetoucí v letních měsících střapatými růžovými květy. Ze čtyř druhů rodu kohoutek rostoucích v české přírodě je jediným původním druhem. Jak napovídá druhové jméno „luční“ dává bylina přednost lučním porostům.
Na základě nekonzistentní klasifikace, založené na variabilních morfologických charakteristikách, byla pro kohoutek luční v minulosti používaná synonyma Silene flos-cuculi, Coronaria flos-cuculi nebo Coccyganthe flos-cuculi. Teprve nedávné molekulární fylogenetické studie pomohly tyto nesprávné klasifikace opravit a poskytly důkazy o tom, že druhy rodu Lychnis, včetně Lychnis flos-cuculi, představují monofyletickou skupinu v tribu Sileneae a lze je vyčlenit do samostatného rodu.

## Rozšíření
Hlavní areál druhu se nachází po celé Evropě, na severu roste v subarktickém pásu až po Faerské ostrovy a Island a na jihu až do Středomoří a na sever Kavkazu. Dále na východě, v Asii, se vyskytuje v mírném pásmu, hlavně na západní a střední Sibiři a v Kazachstánu ve Střední Asii. Byl v 19. století zavlečen i do Severní Ameriky, kde zdomácněl hlavně na východě Spojených států amerických a v přilehlých oblastech Kanady.
V České republice je rozšířen od nížin až do hor, nejvýše byl zaznamenán v Krkonoších v nadmořské výšce 1300 m mezi Martinovou a Labskou boudou. Následkem meliorací a přeměnou vlhkých luk v ornou půdu bývají četná historická stanoviště postupně likvidována a počty kvetoucích rostlin se průběžně snižují. Také bývá omezován zarůstáním konkurenčními bylinami a náletovými dřevinami.

## Ekologie
Kohoutek luční roste na hlubokých, na živiny bohatých půdách s neurální až mírně kyselou reakcí, stejně jako na chudých půdách rašelinného typu. Nejlépe prospívá na slunném stanovišti, roste však i v polostínu. Vyskytuje se na vlhkých až mokrých nesečených loukách, v příkopech i na světlých místech ve vlhkých olšinách, stejně jako na lidmi ovlivněných místech, například podél vodních nádrží, potoků a melioračních příkopů. Je spolehlivým indikátorem vysoké hladiny podzemní vody. Pro nehluboko sahající kořen je růst rostliny výrazně ovlivněn obsahem živin a vody v nejsvrchnější vrstvě půdy. Je hemikryptofyt, který během své vegetace využívá arbuskulární mykorhizu.
Prvým rokem vyroste ze semene pouze primární listová růžice, která ve druhém roce vykvete a začne vytvářet sekundární růžice, z nichž mnohé mohou za dobrých podmínek v následném roce kvést. Každá listová růžice je monokarpická, neboť po odkvětu uschne. Rostlina uvažována jako trs růžic je však vytrvalá, polykarpická. Kvete obvykle v květnu až červenci a plody uzrávají od července do října. Počet chromozomů 2n = 24 a stupeň ploidie x = 2.

## Popis
Dvouletá až vytrvalá bylina vysoká 25 až 60 cm s přímou, řídce olistěnou lodyhou. Z růžice přízemních listů vyrůstá jedna až několik květných lodyh a současně na krátkých výběžcích nové, sekundární růžice, které mohou kvést v dalším roce. Lodyha bývá ve spodní části chlupatá, ve střední a horní je lepkavá a v horní se větví do květenství. Je dělená uzlinami, ve kterých vstřícně proti sobě vyrůstá, podle délky lodyhy, tři až šest párů celistvých, úzce podlouhlých, na vrcholu zahrocených listů bez palistů. Spodní lodyžní listy, stejně jako přízemní, mají čepel 10 až 20 cm dlouhou, 2 až 2,5 cm širokou a po obvodě celistvou, řapík bývá dlouhý do 2 cm. Ve střední a horní části lodyhy jsou listy přisedlé, čepel mívají vejčitě kopinatou a celkově menší. Rostlina má jen krátký kořen, dlouhý pouhých 5 až 8 cm a stejně vetché jsou i kořínky u postranních výběžků.
Lodyha se v horní části větví do řídkého vidlanovitého květenství. Květy vyrůstající na nestejně dlouhých stopkách mívají v průměru 15 až 30 mm, jsou světle či tmavě růžové, vonné, pětičetné a v převážné většině oboupohlavné. Kalich je lysý, srostlolupenný, trubkovitý, k bázi zúžený, dlouhý 7 až 10 mm a mívá vyznačených deset purpurových žilek. Korunní lístky jsou volné, světle či tmavě růžové, ojediněle i bílé, hluboce čtyřklané, 10 až 15 mm dlouhé, střední úkrojky jsou větší než postranní; vespod koruny jsou znatelné nestejné špičaté výrůstky pakorunky. V květu je deset tyčinek s prašníky, semeník má pět čnělek s bliznami. Vzhledem k hluboko v kalichu uloženému zdroji nektaru jsou květy opylovány hmyzem s dlouhým sosákem, hlavně motýly, čmeláky, včelami i některými brouky, příležitostně může dojít i k samoopylení. Dělené okvětní lístky mají zvyšovat přitažlivost květů pro opylovače.
Plod je kuželovitá či eliptická, hnědá, jednopouzdrá tobolka asi 8 mm velká, otvírající se nahoře pěti vně zahnutými zuby. Obsahuje četná hnědočerná, ledvinovitá, drsná semena asi 1 mm velká a 0,2 až 0,5 mg těžká. Bývají šířena nejčastěji větrem a ve vlhké půdě mohou okamžitě vyklíčit. Jsou schopná v zemi čekat na vhodné podmínky i celý rok.

## Rozmnožování
Dostatečně vzrostlou rostlinu lze spolehlivě rozmnožit rozdělením trsu v březnu, ještě před vyrašením. Semena s klíčivosti okolo 95 % se vysévají z jara do studeného pařeniště, po vzejití se rozdělují jednotlivě do květináčů a v létě se vysazují na určené stanoviště. Při dostatku semen se tato vysévají na podzim nebo brzy na jaře a vzešlé, dobře zakořeněné rostlinky, se ve shlucích přesazují do trvalých pozic.
Rostlina se přirozeně šíří i klonálně, vytváří postranní sekundární listové růžice a to buď přímo v paždí mateřské růžice, nebo na krátkých podzemních výhoncích stonkového původu, jež zůstávají spojené s rodičovskou růžici obvykle déle než jedno růstové období. Takto vzniklá kolonie může dosahovat v průměru až 25 cm. V základech přezimujících růžic čekají nové pupeny, z nichž mohou na jaře vyrůst nové růžice, rostlina je jako celek vytrvalá.

## Význam
Na loukách poskytuje kohoutek luční v zeleném i suchém stavu píci, která je málo výživná, ale není jedovatá. Obsahuje sice toxické saponiny, ty však bývají špatně absorbovány a většina jich prochází trávicí soustavou zvířat bez poškození. Rostlina se výjimečně pěstuje i v kultuře, hlavně plnokvěté kultivary, které se vysazují na břehy přírodních nebo umělých jezírek či rybníčku. Je vhodná i k řezu do vázy. Používaný plnokvětý kultivar 'Jenny' nebyl vyšlechtěn, je přirozeného původu, byl nalezen na louce ve Francii.

## Galerie

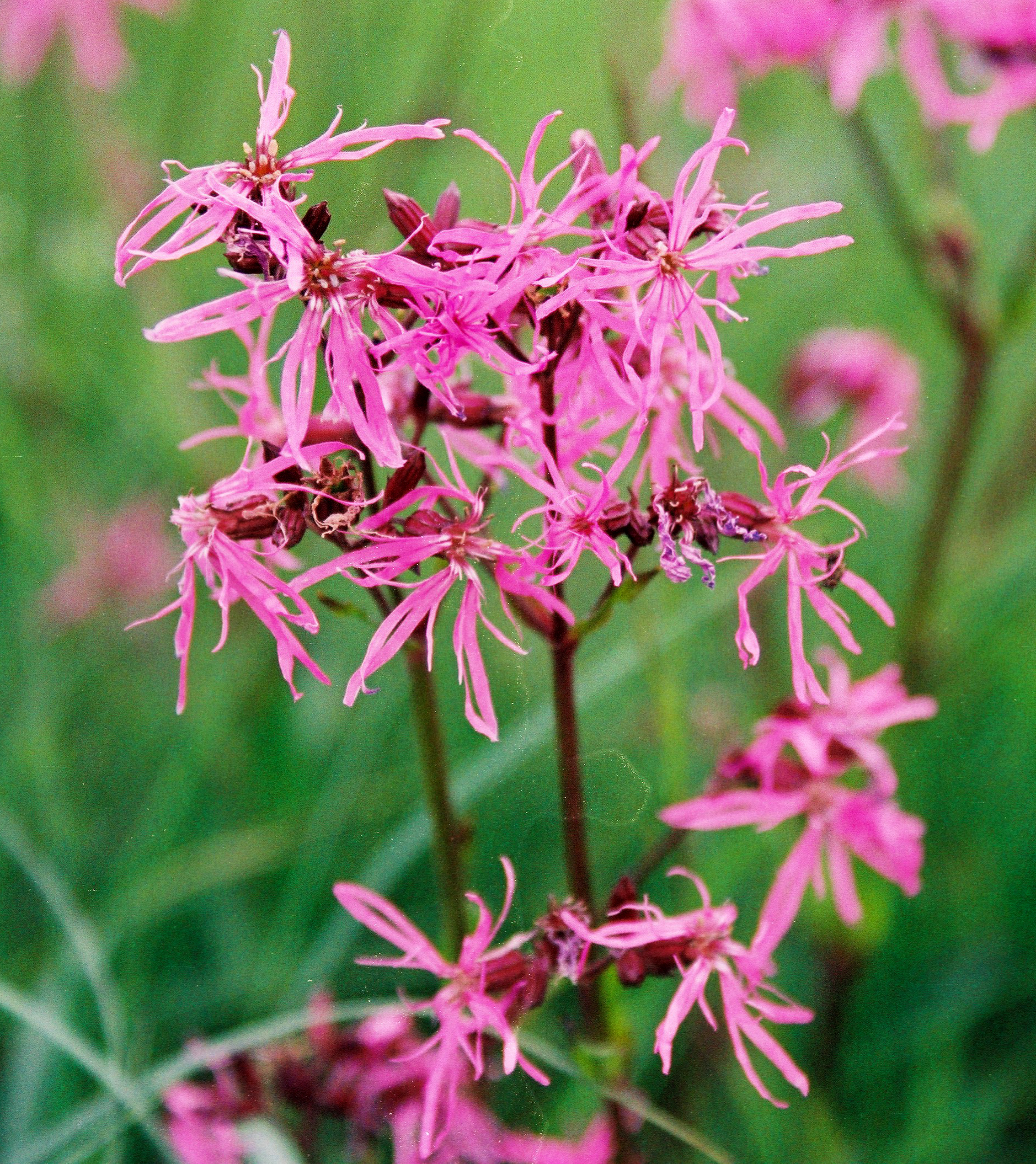
Květenství
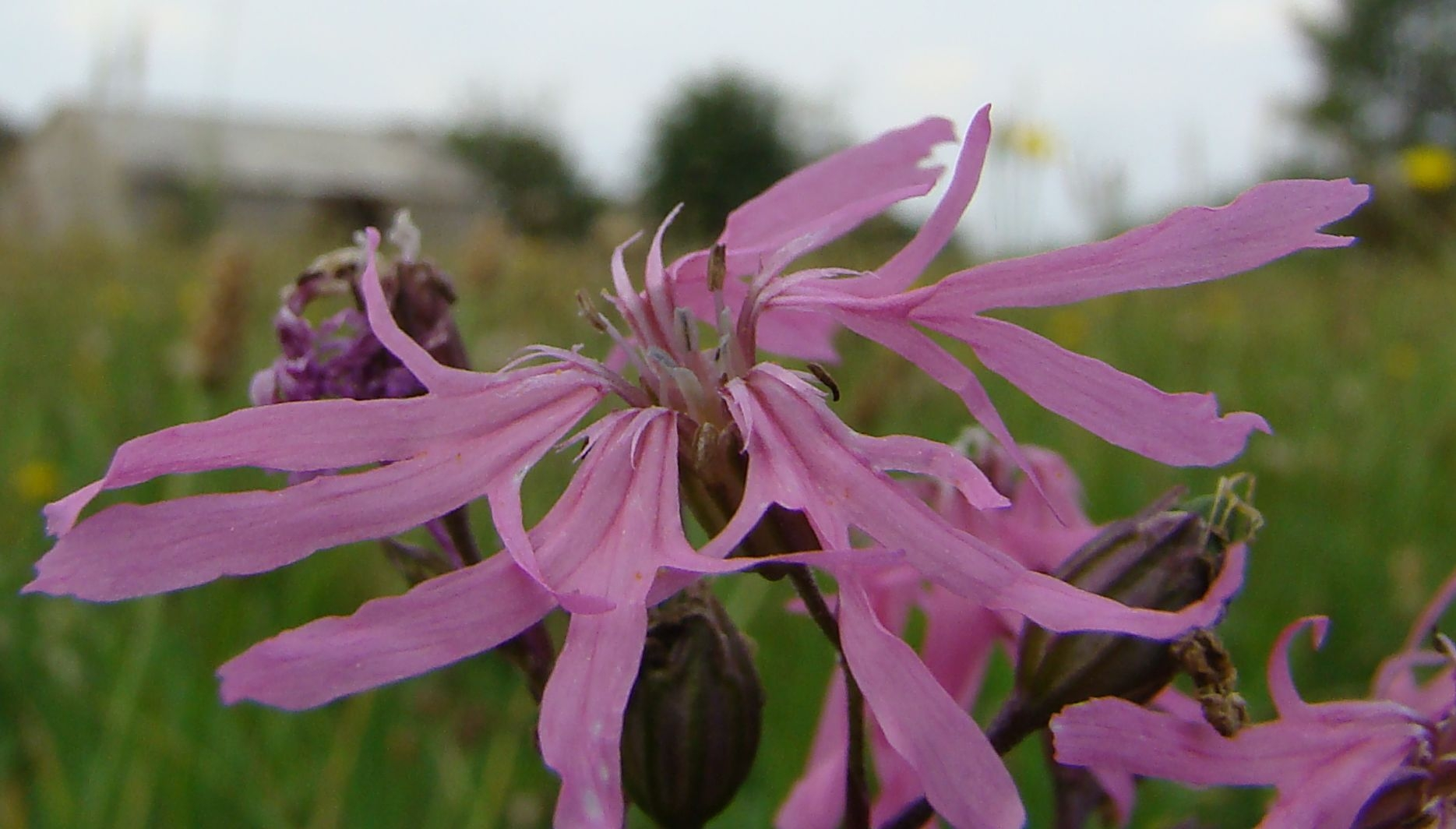
Jednoduchý květ
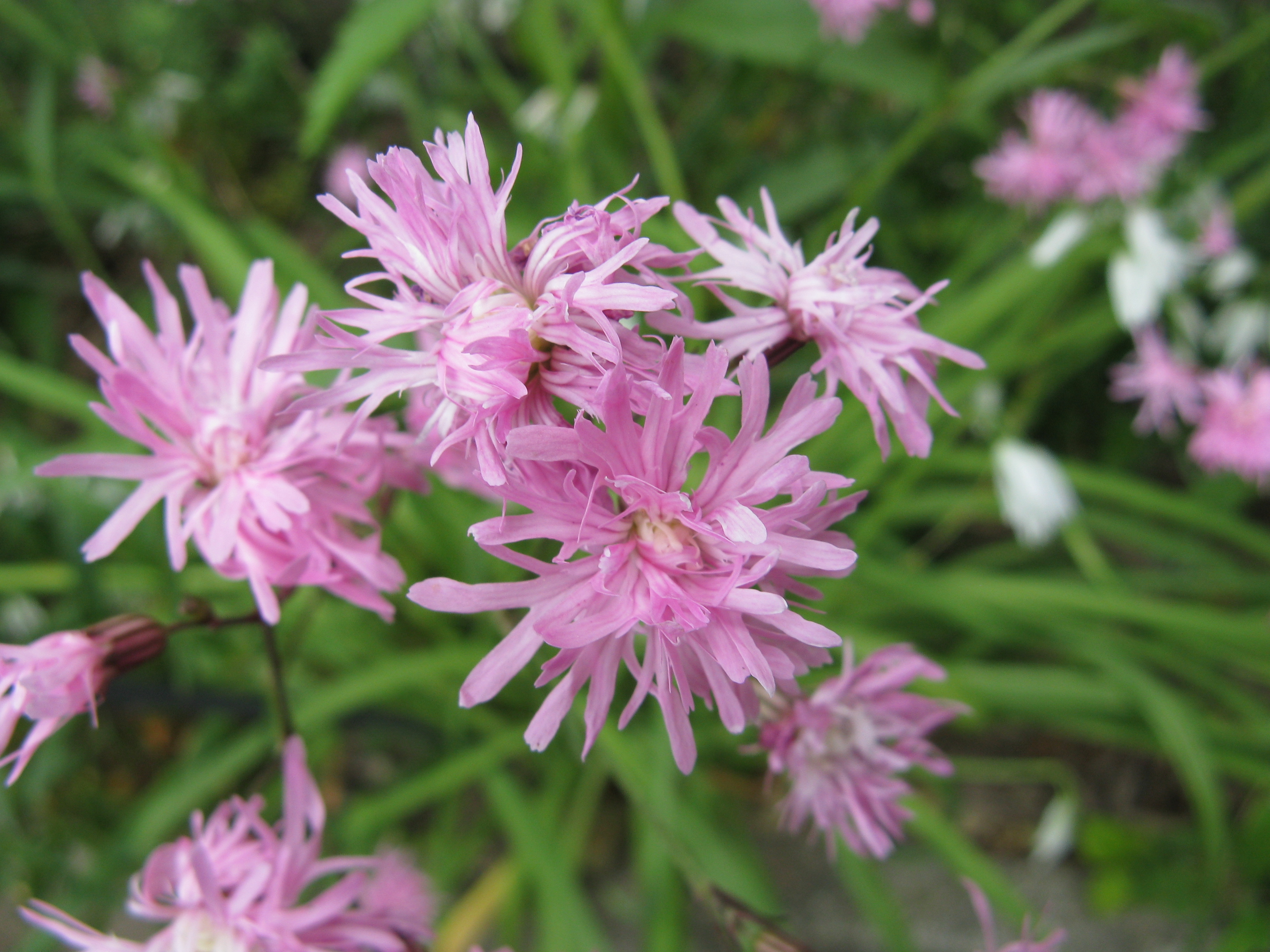
Plnokvětý cv. 'Jenny'
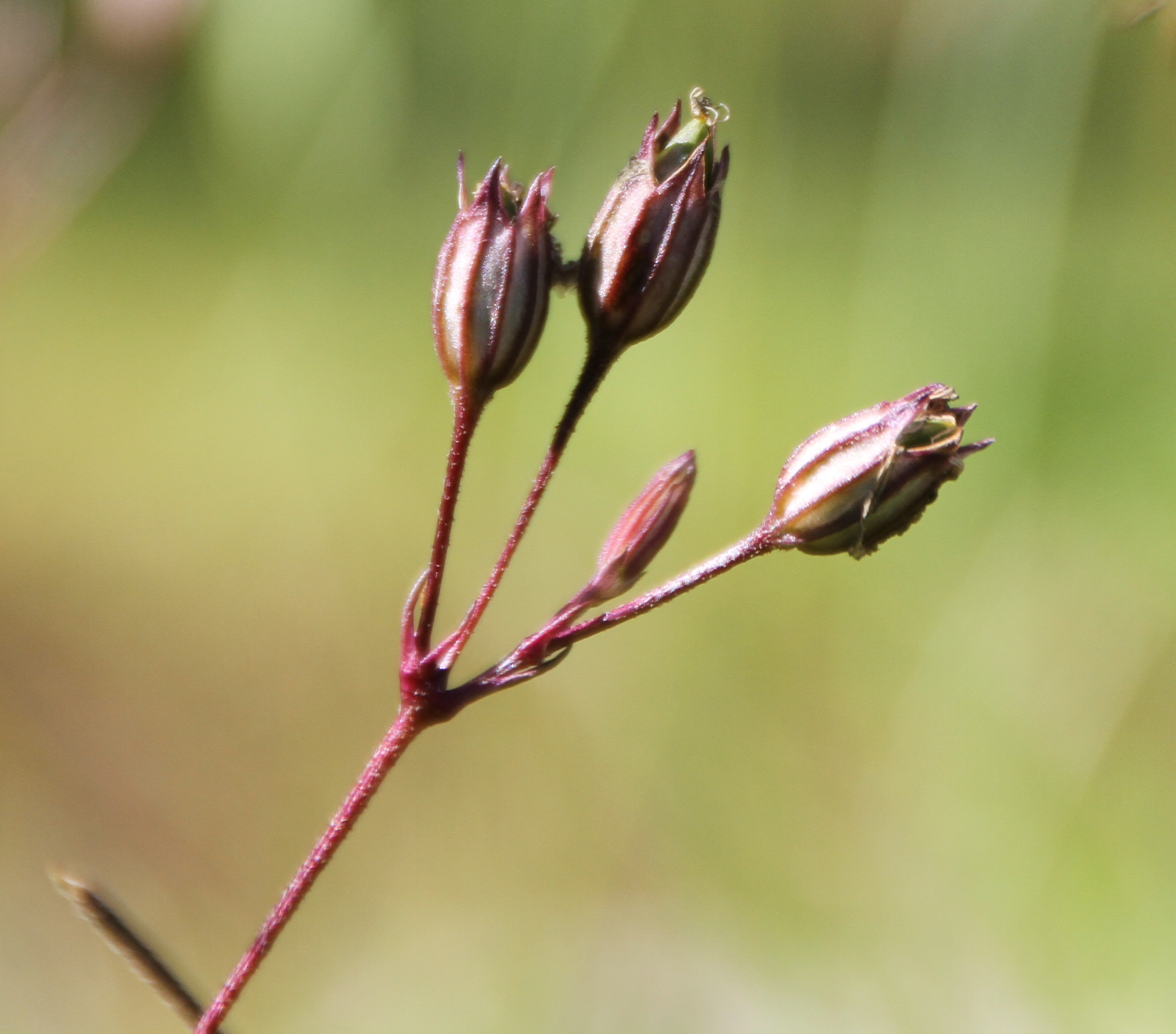
Tobolky